# Septoria chelidonii
Septoria chelidonii är en svampart som beskrevs av Desm. 1842. Septoria chelidonii ingår i släktet Septoria och familjen Mycosphaerellaceae.   Inga underarter finns listade i Catalogue of Life.